# チャールズ・ファイザー
カール・クリスティアン・フリードリヒ・プフィツァー（Karl Christian Friedrich Pfizer、1824年3月22日 - 1906年10月19日）はドイツ系アメリカ人の化学者。
従兄にして後に義兄となるチャールズ・F・エアハルトと共に1849年、世界最大の製薬企業の一つであるファイザーの前身チャールズ・ファイザー・アンド・カンパニー（Charles Pfizer & Co. ）を創立した。

## 生涯とキャリア
ヴュルテンベルク王国（現在のドイツ）のルートヴィヒスブルクで、カール・フレデリック・プフィツァー（Karl Frederick Pfizer）とカロリーネ（Caroline；旧姓クロッツ（Klotz））の息子として誕生。1848年にアメリカ合衆国へ移住。翌年、2500ドルを父から借りてブルックリンのウィリアムズバーグにあるビルを購入。寄生虫の駆除に使うサントニンを製造し、さらに他の化学薬品へも手を広げた。
ファイザーは幾度もヨーロッパ旅行をしており、故郷ルートヴィヒスブルクで妻アンナ・ハウシュ（Anna Hausch）と出会い1859年に結婚。夫婦の間には七人の子供が生まれた。そのうちアン（Ann；エミールとの双子）は1865年1歳の時にひきつけで、ジュリアス（Julius）は1876年7歳で腎臓病を患い夭折。無事成人したのはチャールズ・ジュニア（Charles Jr.；1860年生まれ）、ギュスターヴ（Gustave；1861年生まれ）、エミール（Emile；1864年生まれ）、ヘレン・ジュリア（Helen Julia；1866年生まれ、第2代准男爵サー・フレデリック・ダンカンの夫人）、アリス（Alice；1877年生まれ、オーストリアの男爵バッハオーフェン・フォン・エヒトの夫人）の五人だった。
1891年にパートナーだった従兄で義兄のチャールズ・F・エアハルトが死去した際、パートナーシップ契約には生き残っているパートナーが在庫金額の半分の配分率を買う事ができると定められていた。ファイザーはこれを即座に行使し、エアハルトの相続人に11万9350ドルを支払い配分率の半分を買った。しかし1900年、次の通りに株式を配分した：チャールズ・ファイザー・ジュニアに334株、エミール・ファイザーに333株、ウィリアム・エアハルトに333株。
彼は1900年の株式会社化でチャールズ・ファイザー・ジュニアが初代社長となるまでは会社を率いていた。チャールズ・ジュニアが退職すると、今度はその弟であるエミールがそのポストに就いた。
ロードアイランド州ニューポートのLindgateの夏の別荘にて死去（本宅はブルックリンのクリントンヒルにあった）。階段から落ちて片腕を折るなどの重傷を負った数週間後だった。臨終に際しては娘のアリスとヘレン・ジュリアが看取った。

## 参考資料
1. ↑  Ivan Kazimour. Historie zdravotnictvi. E-knihy jedou. p. 283. ISBN 978-80-7512-758-7 2021年2月28日閲覧。
2. ↑  U.S. Passport Application for Charles Pfizer, May 1899; National Archives and Records Administration (NARA); Washington D.C.; NARA Series: Passport Applications, 1795-1905; Roll #: 525; Volume #: Roll 525 - 11 May 1899-19 May 1899
3. 1 2 3  “History: Charles Pfizer” (英語).   Pfizer. 2017年5月10日時点のオリジナルよりアーカイブ。2017年5月10日閲覧。
4. ↑  “Sir Oliver Duncan”. The New York Times. (1964年9月26日)
5. ↑  “Charles Pfizer” (English). Immigrant Entrepreneurship (2017年1月1日). 2017年5月10日閲覧。
6. ↑  “Charles Pfizer”. The New York Times. (1906年10月21日)